# 多爾頓 (密蘇里州)
多爾頓（英語：Dalton）是位於美國密蘇里州沙里頓縣的村。

## 人口
根據2020年美國人口普查的數據，多爾頓的面積為0.47平方千米，皆為陸地。當地共有人口7人，而人口密度為每平方千米15人。